# Spoorlijn Zvolen – Košice
De spoorlijn Zvolen - Košice met lijnnummer 160 is de belangrijkste lijn in het zuiden van Slowakije.
Ze is 233 km lang, enkelsporig en niet geëlektrificeerd, op twee uitzonderingen na:
- in Zvolen, tussen de stations Zvolen osobná stanica (reizigersstation) en Zvolen nákladná stanica (goederenstation): 25000 volt wisselspanning (50 Hz),
- in de zone Haniska pri Košiciach (nabij Košice): 3000 volt gelijkspanning.

De hoogste toegelaten snelheid is 100 km/h.
De elektrificatie en de aanleg van dubbelspoor zijn gepland.

## Geschiedenis
Deze lijn verbindt belangrijke spoorwegknooppunten in Zuid-Slowakije. Ze is tot stand gekomen door de lijnen die tijdens het Oostenrijks-Hongaarse rijk reeds waren aangelegd, te verbinden met nieuwe trajecten die pas in de jaren 1950 zijn voltooid. Door de ingebruikname van het moeizaam aangelegde deel tussen Rožňava en Turňa nad Bodvou (met de 3.148 m lange tunnel van Jablonov), werden op 23 januari 1955 de reeds bestaande delen met elkaar verbonden en ontstond de zogeheten Zuid-Slowaakse dwarslijn. Voordien waren er op de lijn 2 andere tunnels. De ene werd buiten gebruik gesteld bij de aanleg van een dubbelsporige sectie op het traject Kriváň - Lovinobaňa. Hier werd het spoor naar buiten omgeleid. De tweede tunnel werd vervangen door een lange en diepe open sleuf op dezelfde plaats.

### Openingsdata
- 14 augustus 1860: Košice - Barca als onderdeel van de Tiszka-spoorweg[2].
- 4 mei 1871: Fiľakovo - Lučenec.  Maakte deel uit van de Hongaarse Noordelijke Spoorweg.
- 18 juni 1871: Lučenec - Zvolen. Hongaarse Noordelijke Spoorweg.
- 10 september 1873:  Fiľakovo - Lenartovce.
- 1 juni 1874: Lenartovce - Rožňava.
- 12 oktober 1896: Barca - Turňa nad Bodvou.
- 23 januari 1955: Turňa nad Bodvou - Rožňava. Voltooiing van de zuidelijke dwarslijn via de tunnel van Jablonov.

### Modernisering
De studie uitgevoerd in december 2020 door de ŽSR met betrekking tot de elektrificatie tussen Zvolen en Fiľakovo kreeg in eerste instantie geen positieve beoordeling van de Financiële Dienst.
De ŽSR beoordeelde twee varianten:
- het eerste project ter waarde van 235 miljoen euro: elektrificatie van het traject met modernisering van de perrons en veiligheidsvoorzieningen evenals een verhoging van de snelheid van 100 naar 120 km/h op sommige secties.
- het tweede project voor 253 miljoen euro: in dit geval voorzag men een deel van het traject op dubbelspoor te brengen. Met betrekking tot de elektrificatie waren er twee voorstellen: het kortere traject Zvolen - Lučenec of het langere traject Zvolen - Výhybňa Urbanka (bij Fiľakovo). Men stelde ook voor, dat de sneltreinen geen stilstand in het actuele station van Fiľakovo zouden hebben, maar een halte dichter bij het stadscentrum.

Anno 2021 ligt het in de bedoeling van de ŽSR om de elektrificatiewerken ononderbroken verder te zetten met prioriteit voor het traject Haniska pri Košiciach - Moldava nad Bodvou, gevolgd door Moldava nad Bodvou - Fiľakovo en Fiľakovo - Zvolen.
De elektrificatie van de route Haniska - Veľká Ida - Moldava nad Bodvou mesto werd reeds in november 2015 opgenomen in de lijst van de te verwezenlijken werken.
Op 30 juni 2021 gaf de ŽSR opdracht tot de modernisering en elektrificatie van het betrokken traject met een lengte van ongeveer 20 kilometer. De baanvaksnelheid blijft 100 km/h. De werken worden gedeeltelijk gefinancierd door de Europese Unie.
Het traject Košice - Barca ter waarde van 87,7 miljoen euro behoort tot de degene waarvan de geschatte baten groter zijn dan de kosten.

## Bediende steden
Zvolen, Lučenec, Fiľakovo, Rožňava, Moldava nad Bodvou, Košice.

## Stations op de lijn

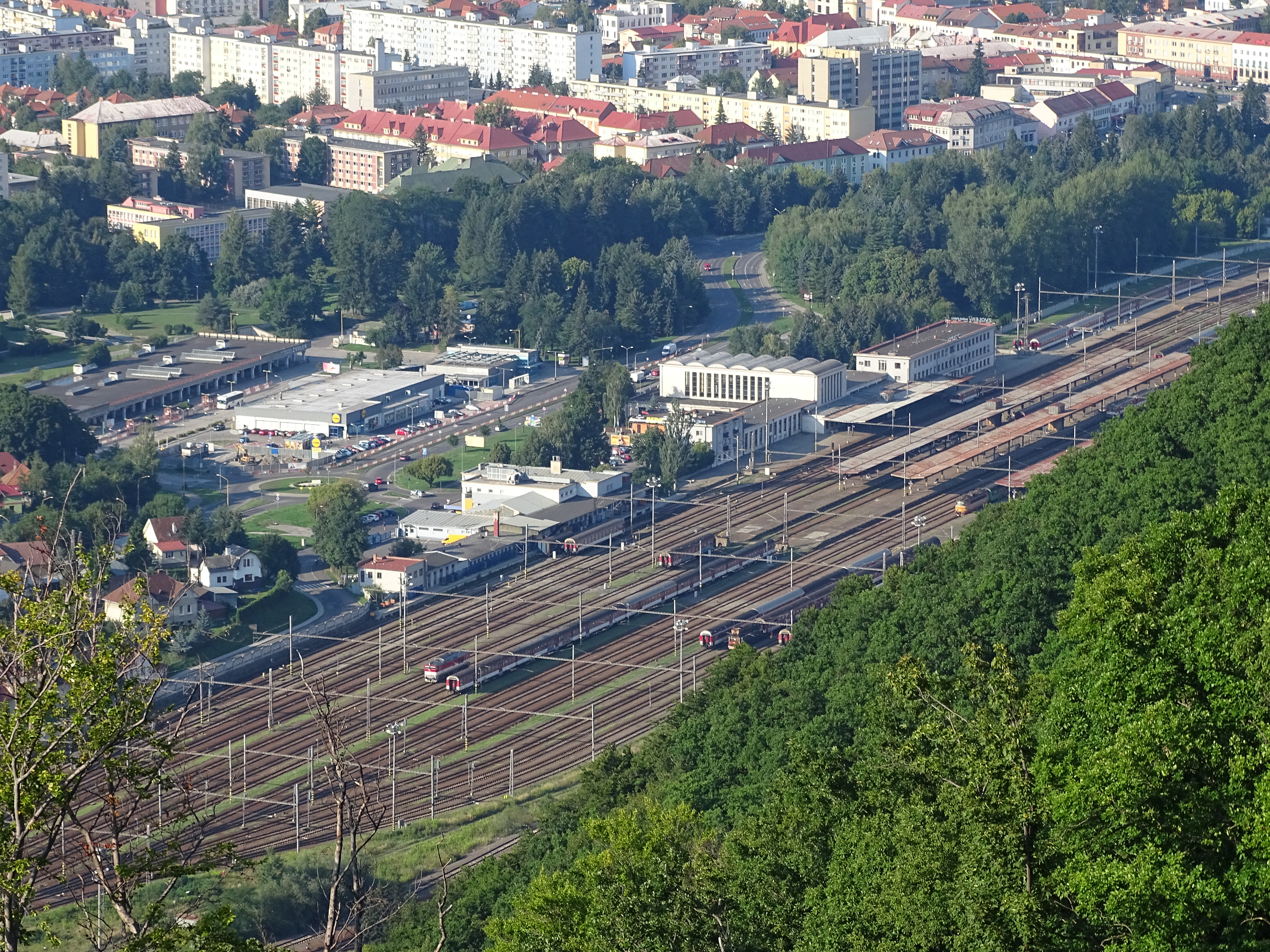
Station Zvolen osobná stanica

De lijn bedient de volgende stations (s) en haltes:
- Zvolen osobná stanica (reizigersstation) (s)- vertakking met spoorlijn:
  - 150 (Zvolen – Nové Zámky),
  - 153 (Zvolen – Čata),
  - 170 (Zvolen – Banská Bystrica – Vrútky) en
  - 171 (Zvolen – Kremnica – Diviaky)
- Zvolen nákladná stanica (goederenstation) (s)
- Zvolenská Slatina
- Vígľaš (s)
- Pstruša (Vígľaš) (s)
- Stožok (s)
- Detva
- Kriváň (s)
- Podkriváň
- Píla
- Mýtna

- Lovinobaňa (s)
- Lovinobaňa zastávka (halte)
- Podrečany (s)
- Tomášovce (s)

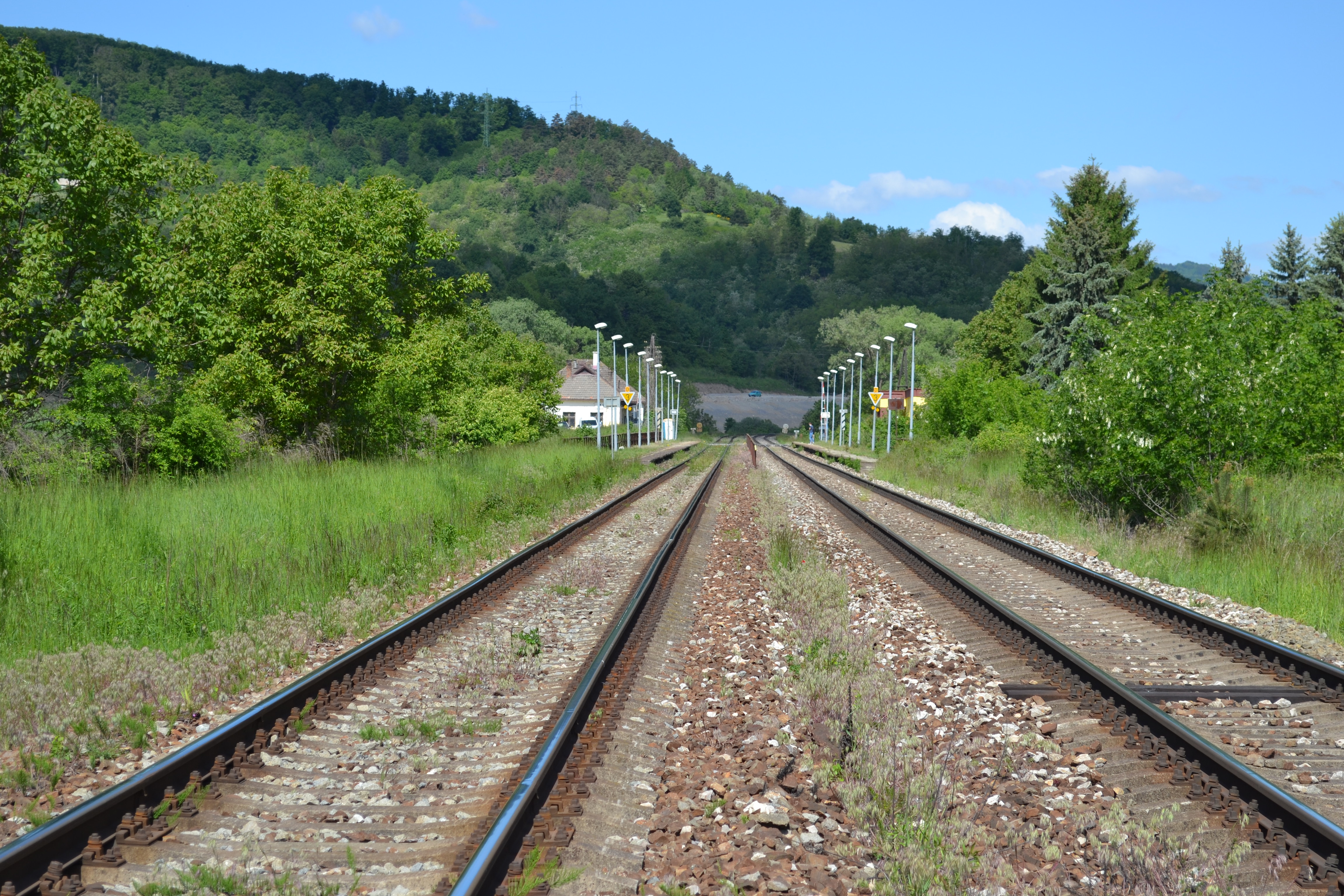
Station Mýtna - Vlaková

- Lučenec (s) - vertakking met spoorlijn:
  - 161 (Lučenec - Kalonda št. hr.) en
  - 162 (Lučenec - Utekáč)
- Holiša
- Prša (s)

- Fiľakovo zastávka (halte)

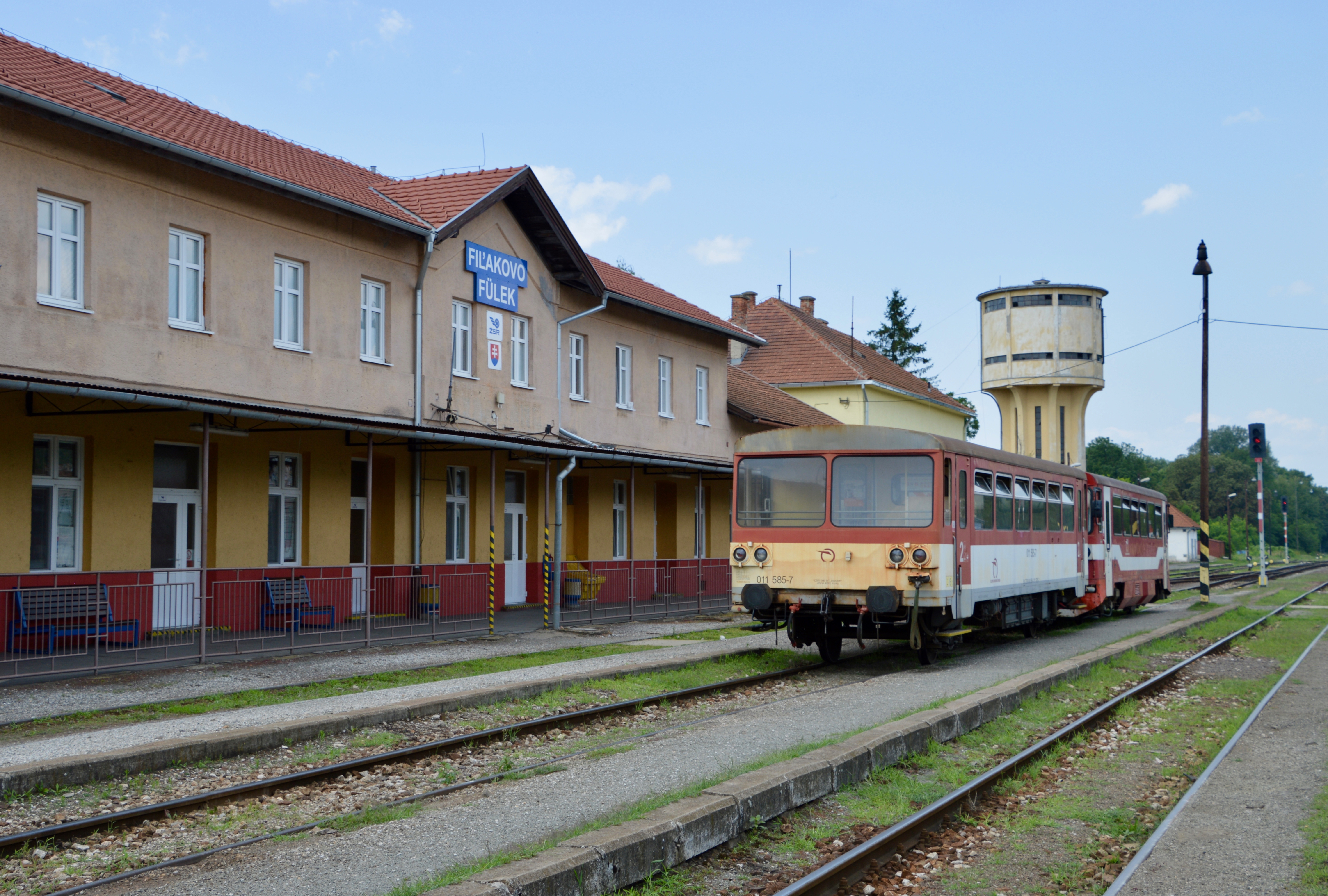
Station Fiľakovo

- Fiľakovo (s) - vertakking met spoorlijn 164 (Fiľakovo - Somoskőújfalu)
- Šíd
- Čamovce
- Hajnáčka (s)
- Blhovce (s)
- Hodejov
- Gortva
- Jesenské (s) - vertakking met spoorlijn 174 (Brezno – Jesenské)
- Dubovec
- Orávka
- Rimavská Seč (s)
- Číž kúpele
- Lenartovce (s)
- Abovce
- Riečka
- Štrkovec (s)
- Včelince

- Tornaľa (s)
- Gemer
- Gemerská Panica
- Čoltovo
- Bohúňovo
- Gemerská Hôrka (s)

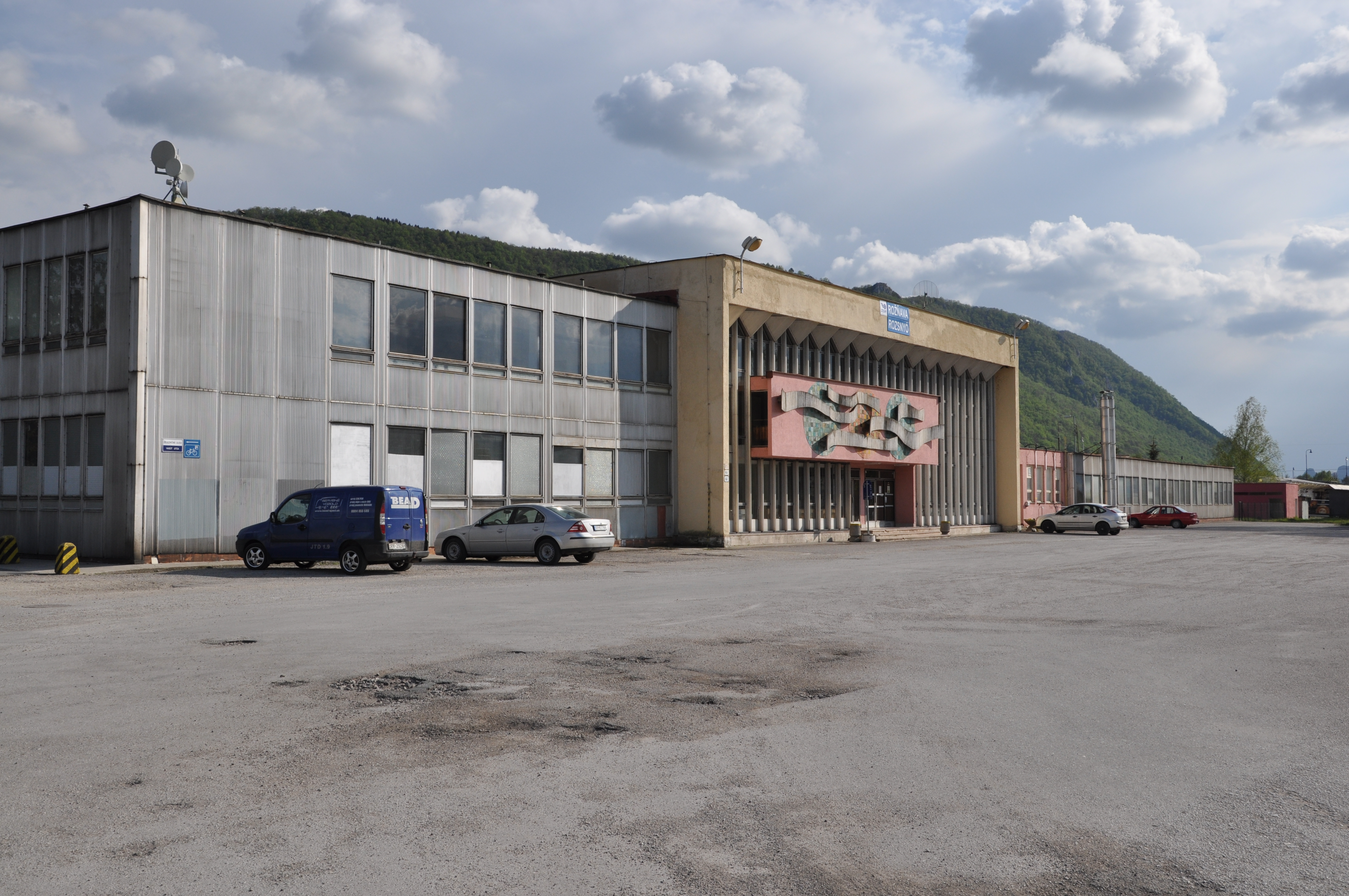
Station Rožňava

- Plešivec (s) - vertakking met spoorlijn:
  - 165 (Plešivec – Muráň) en
  - 166 (Plešivec – Slavošovce)
- Vidová [4]
- Slavec jaskyňa (s)
- Rožňava (s) - vertakking met spoorlijn 167 (Dobšiná - Rožňava)
- Jovice

- Lipovník (s)
- Jablonov nad Turňou (s)
- Hrhov (s)
- Dvorníky-Zádiel

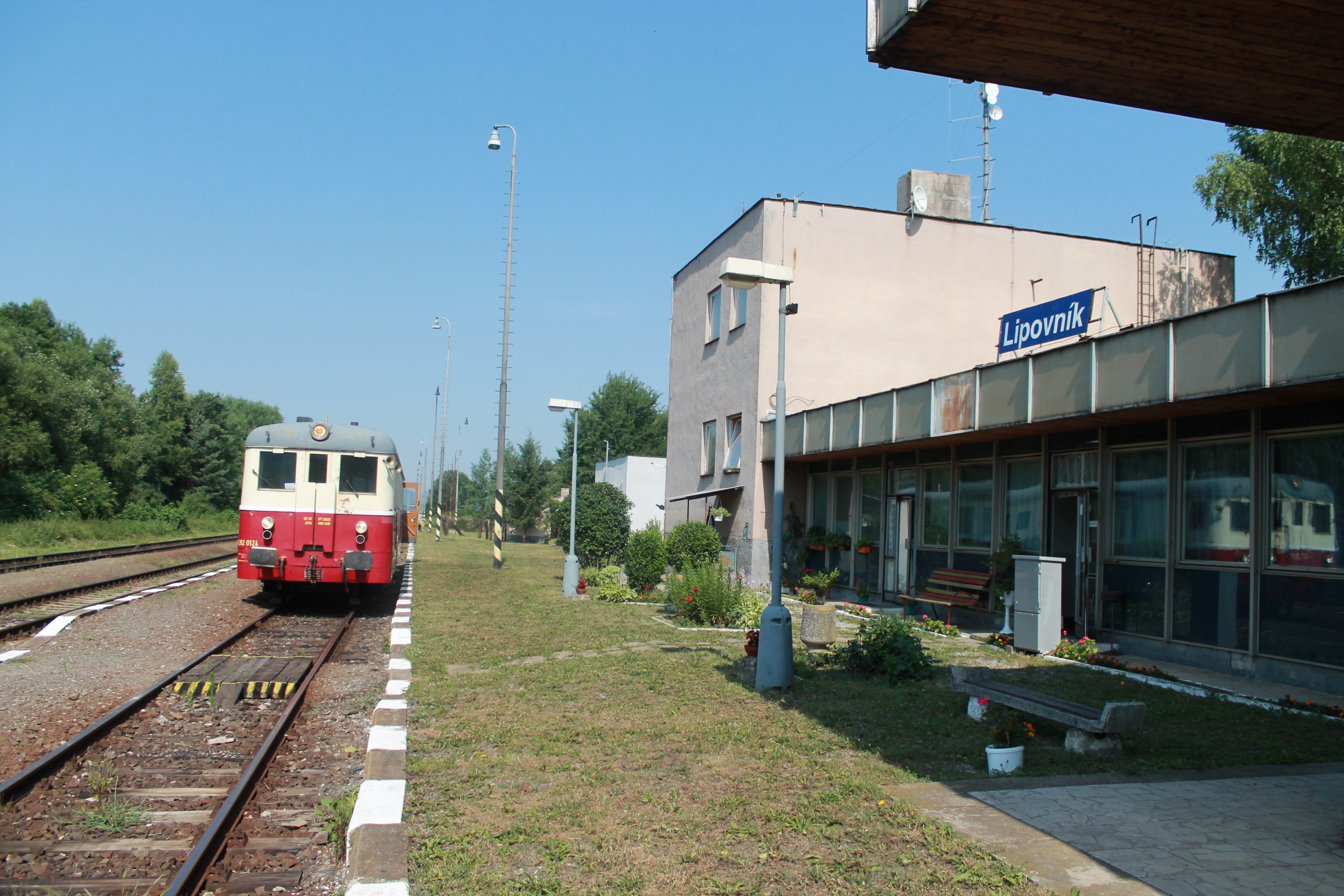
Station Lipovník

- Turňa nad Bodvou (s) - vertakking met een buitendienst gestelde lijn naar Hongarije
- Drienovec
- Moldava nad Bodvou (s) - vertakking met spoorlijn 168 (Moldava nad Bodvou - Medzev)
- Mokrance
- Čečejovce (s)
- Cestice
- Veľká Ida (s)
- Hutníky

- Haniska pri Košiciach (s)

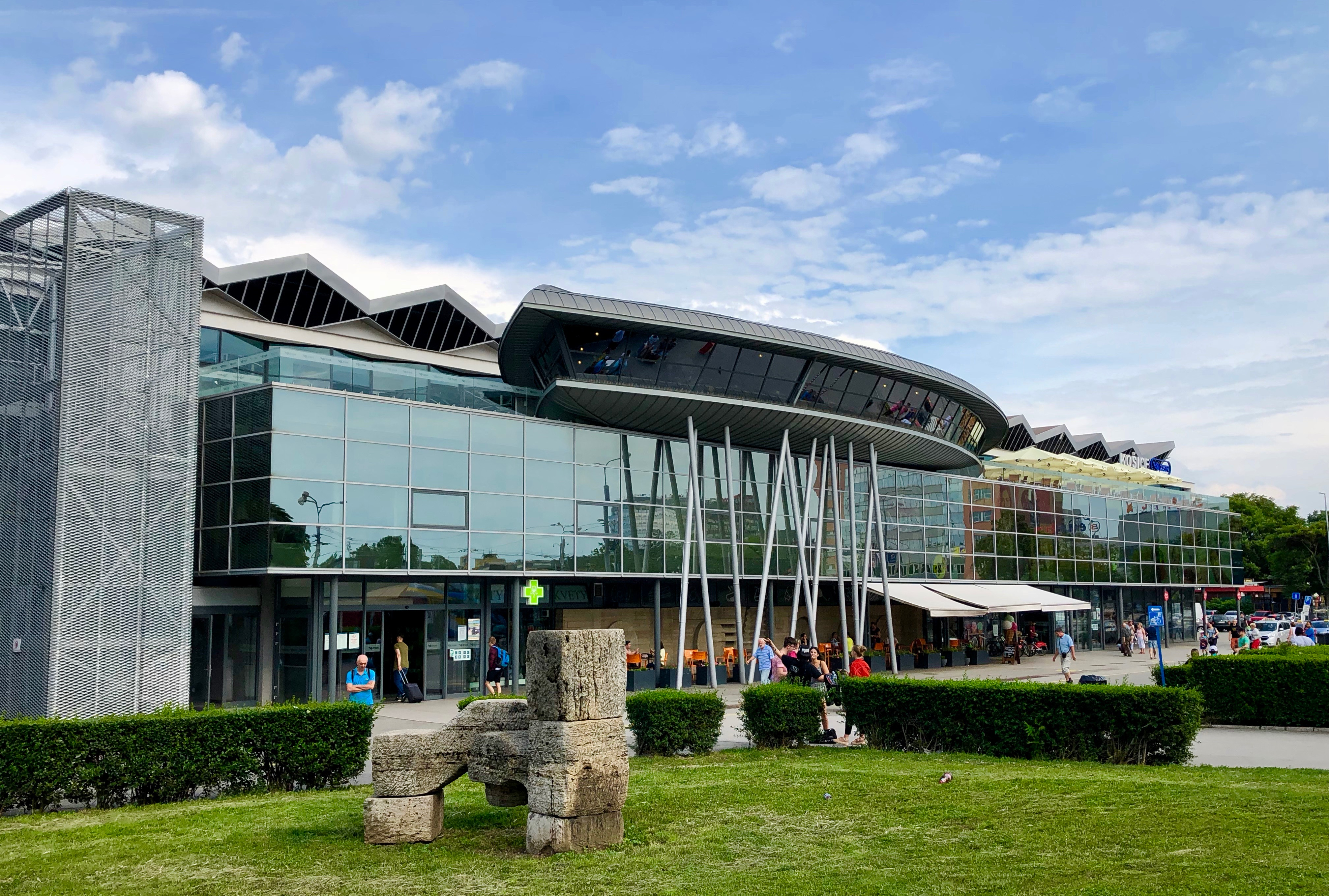
Station Košice

- Barca (s) - vertakking met spoorlijn 169 (Košice - Hidasnémeti)
- Košice predmestie (voorstad)
- Košice (s) - vertakking met spoorlijn:
  - 180 (Žilina – Košice),
  - 188 (Košice - Plaveč – Muszyna) en
  - 190 (Košice – Čierna nad Tisou).